# Agrilus prosopidis
Agrilus prosopidis är en skalbaggsart som beskrevs av Fisher 1928. Agrilus prosopidis ingår i släktet Agrilus och familjen praktbaggar. Inga underarter finns listade i Catalogue of Life.